# 393 aC
El 393 aC va ser un any del calendari romà prejulià. En aquell temps, era conegut com a any del consolat de Potit i Maluginense (o, més rarament, any 361 ab urbe condita). L'ús del nom «393 aC» per referir-se a aquest any es remunta a l'alta edat mitjana, quan el sistema Anno Domini va ser el mètode de numeració dels anys més comú a Europa.

## Esdeveniments

### Grècia
- Guerra de Corint. Aquest any, dins del context de la guerra, Conó, almirall atenenc, junt amb Farnabazos, van anar amb la flota a la costa de Lacònia, van assolar la vall del Pamisos i es van apoderar de les illes de Citera i Melos. Llavors Conó es va dirigir a Corint mentre Farnabazos va tornar a la seva satrapia.[2][3]
- Puja al tron Amintes III, rei de Macedònia, fill de Filip, després d'haver assassinat a Pausànies de Macedònia que ja havia pres possessió del tron, segons Diodor de Sicília.[4]
- Isòcrates, orador, logògraf i retòric, funda a Atenes la seva escola més famosa.[5]

### Sicília
- Magó, successor d'Himilcó, comandant de la marina cartaginesa, amb el suport dels sículs, va avançar amb la flota contra Messana però Dionisi el Vell, tirà de Siracusa el va atacar i el va derrotar a Abacaenum.[6]

### Roma
- Són elegits cònsols Luci Valeri Potit i Publi Corneli Maluginense Cos. Van haver de renunciar per certs problemes amb els auspicis i els van substituir els cònsols sufectes Luci Lucreci Flavus Triciptí i Servi Sulpici Camerí, que en el seu mandat van derrotar els eqües.[7][8]

## Necrològiques
- Aquest any mor Kōshō, emperador del Japó.[9]